# Patrokles (Entdecker)
Patrokles (altgriechisch Πατροκλῆς) war ein makedonischer Feldherr, Flottenführer und Entdecker der ersten Seleukidenkönige.
Während der Diadochenkriege wurde Patrokles von Seleukos I. im Jahr 312 v. Chr. mit der Verteidigung von Babylon betraut, das er gegen Demetrios I. Poliorketes erfolgreich verteidigte. Im Jahr 286 v. Chr. war er an der Gefangennahme des Demetrios Poliorketes beteiligt. 
Patrokles erkundete im Auftrag Seleukos’ I. in den Jahren 285 bis 282 v. Chr. das Kaspische Meer. Sein Bericht ist bis auf Fragmente verloren. Offenbar nahm er an, dass der  Oxos, der heutige Amudarja, in das Kaspische Meer münde und schloss daraus, dass es eine Verbindung zwischen Kaspischem Meer und dem Okeanos gebe, womit Indien vom Kaspischen Meer aus über den Wasserweg erreichbar gewesen wäre. Diese falsche Annahme mag daher rühren, dass alle den Griechen bis dahin bekannten Meere mit dem Okeanos in Verbindung standen, und sei es auch nur über eine enge Wasserstraße wie den Bosporus. Das Tote Meer galt als See und stellte daher keine Ausnahme dar.
Die Annahme hatte bis in das 16. Jahrhundert Bestand.
Unter Antiochos I. amtierte Patrokles 280 v. Chr. als Oberbefehlshaber in Kleinasien, wo einer seiner Untergebenen in einer Schlacht gegen Zipoites unterlag.